# Seskinore
Seskinore är en ort i Storbritannien.   Den ligger i riksdelen Nordirland, i den västra delen av landet, 600 km nordväst om huvudstaden London. Seskinore ligger 110 meter över havet och antalet invånare är 157.
Terrängen runt Seskinore är platt. Runt Seskinore är det ganska glesbefolkat, med 25 invånare per kvadratkilometer. Närmaste större samhälle är Omagh, 9,8 km norr om Seskinore. Trakten runt Seskinore består i huvudsak av gräsmarker.